# いずい
いずいは東北地方や、東北からの入植者が多い北海道で使用されている方言である。意味は「しっくりこない」「居心地が悪い」「フィットしない」「状態がよくない」などという意味で、東北地方では宮城県を中心に使用されているため、仙台弁として扱われることもある
。また、北海道では特に目や歯などがゴロゴロしていたり、ゴミが入ったりしているときなどに、「不快」という意味を込めて使うことが多いとされている。

## 正式表記を巡って
「いずい」はしばしば、「いづい」と誤表記される。みやぎUPDATEが町で行った調査や、情報サイト「仙台つーしん」がWEB上で行った調査では、「いずい」と「いづい」を使用しているケースが半分ずつほど見られた。
東北大学教授の小林隆によれば、元々、「いずい」は室町時代の京都で使用されていた「恐ろしくてぞっとするような」という意味を持つ言葉「えずい」に起源を持つ。江戸時代には関東地方で「目の中にごみが入ってごろごろして嫌だ」という感覚を示す意味に変化した「いずい」は、現代では「気の合わない人と一緒にいたとき」などに使用されるようになるなど、現代でも意味上の変化が見られる。